# Fritz Gesztesy

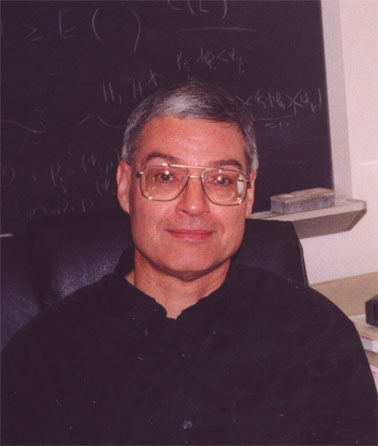
Fritz Gesztesy

Friedrich „Fritz“ Gesztesy (* 5. November 1953 in Leibnitz) ist ein österreichisch-amerikanischer Mathematiker und Hochschullehrer am Institut für Mathematik der Baylor University. Er ist bekannt für seine wichtigen Beiträge zur Spektraltheorie, Funktionalanalysis, nichtrelativistischen Quantenmechanik (insbesondere Schrödinger-Operatoren), und vollständig integrierbaren Systemen (Soliton-Gleichungen). Er hat mehr als 270 Publikationen in Mathematik und Physik verfasst.

## Leben
Nach einem Grundstudium der Physik an der Universität Graz absolvierte er ein Doktoratsstudium der Theoretischen Physik ebendort. Der Titel der Dissertation 1976 bei Heimo Latal und Ludwig Streit war Energiedichten und Renormierung im Modell einer Feldtheorie mit quadratischer Wechselwirkung. Nach wissenschaftlicher Tätigkeit am Institut für Theoretische Physik der Universität Graz (1977/82) und mehreren Auslandsaufenthalten an der Universität Bielefeld (Alexander-von-Humboldt-Stipendium 1980–81 und 1983–84) und am California Institute of Technology (Max Kade Stipendium 1987–88) wechselte er an die University of Missouri – Columbia. 2002 wurde er Houchins Distinguished Professor. 2016 wechselte er an die Baylor University als Storm Professor of Mathematics.

## Leistungen
Er befasst sich unter anderem mit direkter und inverser Spektraltheorie und deren Anwendung auf integrable Wellengleichungen (Solitonengleichungen), wo er wichtige Beiträge in über 300 Publikationen geleistet hat.

## Auszeichnungen
Im Jahr 1983 gewann er den Theodor-Körner-Preis, 1987 gewann er den Ludwig-Boltzmann-Preis der Österreichischen Physikalischen Gesellschaft. Im Jahr 2002 wurde er zum Mitglied der Det Kongelige Norske Videnskabers Selskab in Trondheim gewählt. Er ist Fellow der American Mathematical Society. 2022 erhielt er die Ehrendoktorwürde der Technischen Universität Graz.

## Schriften (Auswahl)
- mit Sergio Albeverio, Raphael Høegh-Krohn und Helge Holden: Solvable Models in Quantum Mechanics, 2nd edition, AMS-Chelsea Series, Amer. Math. Soc., 2005, ISBN 978-0-8218-3624-8.
- mit Helge Holden: Soliton Equations and their Algebro-Geometric Solutions, Bd. 1 (1+1 dimensional continuous models), Cambridge Studies in Advanced Mathematics Bd. 79, Cambridge University Press, 2003, ISBN 0-521-75307-4.
- mit Helge Holden, Johanna Michor und Gerald Teschl: Soliton Equations and their Algebro-Geometric Solutions, Bd. 2 (1+1 dimensional discrete models), Cambridge Studies in Advanced Mathematics Bd. 114, Cambridge University Press, 2008, ISBN 978-0-521-75308-1.
- mit Barry Simon, The xi function, Acta Math. 176 (1996), 49–71.
- mit Rudi Weikard, Picard potentials and Hill’s equation on a torus, Acta Math. 176 (1996), 73–107.
- mit Rudi Weikard, A characterization of all elliptic algebro-geometric solutions of the AKNS hierarchy, Acta Math. 181 (1998), 63–108.
- mit Barry Simon, A new approach to inverse spectral theory. II. General real potentials and the connection to the spectral measure, Ann. of Math. 2 152 (2000), 593–643.
- mit Karl Unterkofler und Rudi Weikard: An explicit Characterization of Calogero-Moser Systems,  Trans. Amer. Math. Soc. 358 (2006), 603 – 656.